# 相亲数
相亲数（Amicable numbers），又称亲和数、友愛數、友好數，指兩個正整數中，彼此的全部正约数之和（本身除外）与另一方相等。毕达哥拉斯曾說：“朋友是你灵魂的倩影，要像220与284一样亲密。”
每一對親和數都是過剩數配虧數，較小的是過剩數，較大的是虧數。
例如220与284：
- 220的全部正因数（除掉本身）相加是：1+2+4+5+10+11+20+22+44+55+110=284
- 284的全部正因数（除掉本身）相加的和是：1+2+4+71+142=220

親和數中可輕易推出，一方的全部正因數之和與另一方的全部正因數之和相等。(此敘述不可逆，不能用來判斷是否為親和數)
- 220的全部正因數之和是：1+2+4+5+10+11+20+22+44+55+110+220 = 284+220 = 504
- 284的全部正因數之和是：1+2+4+71+142+284 = 220+284 = 504

前十個相親數是：（220,284），（1184,1210），（2620,2924），（5020,5564），（6232,6368），（10744,10856），（12285,14595）， （17296,18416），（63020,76084）和（66928,66992）……（OEIS數列A259180）。 （另見 A002025和 A002046）

## 历史
- 320年左右，古希腊毕达哥拉斯发现的220与284，是人类认识的第一对相亲数．
- 约850年，阿拉伯数学家塔別脫·本·科拉就發現了相亲数公式，後來稱為塔別脫·本·科拉法則。
- 1636年，費馬发现了另一对相亲数：17296和18416。
- 1638年，笛卡儿也发现了一对相亲数：9363584和9437056。
- 欧拉也研究过相亲数这个课题。1750年，他一口气向公众抛出了60对相亲数：2620和2924，5020和5564，6232和6368，……，从而引起了轰动。
- 1866年，年方16岁的意大利青年巴格尼尼（並非小提琴演奏家、作曲家的帕格尼尼）发现1184与1210是仅仅比220与284稍为大一些的第二对相亲数。
- 目前，人们已找到了12,000,000多对相亲数。但相亲数是否有无穷多对，相亲数的两个数是否都是或同是奇数，或同是偶数，而没有一奇一偶等，这些问题还有待继续探索。

## 尋找方法

### 歐拉法則
對於正整數{\displaystyle m,n}，{\displaystyle m<n}，{\displaystyle a=2^{m}(2^{n-m}+1)-1}，{\displaystyle b=2^{n}(2^{n-m}+1)-1}，{\displaystyle c=2^{n+m}(2^{n-m}+1)^{2}-1}。若{\displaystyle a,b,c}均為質數，則{\displaystyle 2^{n}\times ab}和{\displaystyle 2^{n}\times c}是相親數。這個法則能找出符合親和數的數對{\displaystyle (m,n)=(1,2),(3,4),(6,7),(1,8),(29,40)}，但{\displaystyle n<2500}時沒有其他符合的數對。

### 塔別脫·本·科拉法則
這是歐拉法則{\displaystyle m=n-1}的特殊情況：第{\displaystyle n}個塔別脫·本·科拉數{\displaystyle K_{n}=3\times 2^{n}-1}。若{\displaystyle K_{n}}、{\displaystyle K_{n-1}}和{\displaystyle 3\times K_{2n-1}+2}均為質數，則{\displaystyle 2^{n}K_{n}K_{n-1}}和{\displaystyle 2^{n}\times 3\times K_{2n-1}+2}是相親數。

## 其他
- 在目前所有已知的情況下，相親數皆同為偶數或同為奇數。目前不知道一奇一偶的相親數是否存在，但若存在，則偶數必須為完全平方數或其兩倍，且奇數也必須是完全平方數。
- 目前已知存在7對具有不同的最小質因數的相親數。[1]
- 在目前所有已知的情況下，相親數皆具有質公因數。目前不知道是否存在互質的相親數。若存在，兩者乘積必大於1067.[來源請求]
- 1955年，艾狄胥·帕爾（PaulErdős）說明相親數相對於正整數的密度為0。[2]

## 参看
- 相亲数链（交連數）
- 高合成數
- 完全數
- 婚約數
- 豐數
- 亏数
- 梅森素数
- 半完全數
- 佩服數

## 延伸阅读
- 本条目包含来自公有领域出版物的文本: Chisholm, Hugh (编). .  (第11版). London: Cambridge University Press. 1911.
- Sándor, Jozsef; Crstici, Borislav. . Dordrecht: Kluwer Academic. 2004: 32–36. ISBN 978-1-4020-2546-4. Zbl 1079.11001.
- Wells, D. . London: Penguin Group. 1987: 145–147.
- 埃里克·韦斯坦因. . MathWorld.
- Weisstein, Eric W. . MathWorld.
- Weisstein, Eric W. . MathWorld.